# هیز (ویسکانسین)
هیز (به انگلیسی: Hayes) یک منطقهٔ مسکونی در ایالات متحده آمریکا است که در شهرستان اوکونتو، ویسکانسین واقع شده‌است. هیز ۲۶۰٫۹۱ متر بالاتر از سطح دریا واقع شده‌است.